# Gerrardina
A Gerrardina növénynemzetség a Gerrardinaceae család egyetlen nemzetsége. Két kelet-afrikai kúszó cserjefaj tartozik ide. A család rendbe sorolása problematikus, próba jelleggel a Huerteales rendben helyezték el.